# Raoul Van Caenegem
Raoul Charles J. Van Caenegem, ab 1995: baron Van Caenegem (* 14. Juli 1927 in Gent; † 15. Juni 2018) war ein belgischer Rechtshistoriker und Mediävist. Er befasste sich insbesondere mit der Rechtsgeschichte im Mittelalter.

## Leben und Wirken
Van Caenegem studierte Jura an der Universität Gent mit der Promotion 1951 und in Geschichte mit der Promotion 1953. Zu seinen Lehrern zählte François Louis Ganshof. Außer in Gent studierte er in Paris (1951/52) an der Sorbonne (Rechtsfakultät), der École pratique des hautes études und der École nationale des chartes und anschließend in London an der London School of Economics und am Institute of Historical Research. 1958 habilitierte er sich, forschte für den belgischen Nationalfonds für Wissenschaft und wurde 1960 Dozent in Gent. 1964 wurde er Professor für mittelalterliche Geschichte, und 1992 wurde er emeritiert. Seit 1967 hielt er auch die historischen Vorlesungen in der Rechtsfakultät. Er war Gastprofessor an zahlreichen ausländischen Universitäten, unter anderem in Cambridge, Oxford, Harvard (Erasmus Lecturer), am Max-Planck-Institut für europäische Rechtsgeschichte in Frankfurt am Main, in dessen Beirat er war, in Leiden, Den Haag und an der University of Queensland.
Neben der Geschichte des Straf- und Zivilrechts in Flandern (Belgien) befasste er sich intensiv mit der Entstehung des britischen Common Law und dessen abweichender Entwicklung vom kontinentalen Recht. Er gab verschiedene Quellen heraus, so die Charta von Philipp I., die Urteile des Parlement von Paris und zum Common Law Royal Writs in England from the Conquest to Glanvill und English Lawsuits from William I to Richard I.
1974 erhielt er den Francqui-Preis, 1994 die Sarton-Medaille in Gent und 1990 den Solvay-Preis der NFWO sowie 1999 die Erasmus Medal der Academia Europaea. 1999 bis 2001 leitete er die königlich-belgische historische Kommission. Er war Mitglied der Academia Europaea, der Königlich Flämischen Akademie der Wissenschaften, der British Academy und der Niederländischen Akademie der Wissenschaften sowie Fellow der Royal Historical Society und der American Society of Legal History. Er war Ehrendoktor der Universitäten Tübingen, Löwen und Paris.
1954 heiratete er die britische Historikerin Patricia Carson (* 1929). Van Caenegem starb im Juni 2018 im Alter von neunzig Jahren.

## Schriften

### Bücher
- Geschiedenis van het strafrecht in Vlaanderen van de XIe tot de XIVe eeuw, Brüssel, 1954.
- Geschiedenis van het strafprocesrecht in Vlaanderen van de XIe tot de XIVe eeuw, Brüssel, 1956.
- Royal Writs in England from the Conquest to Glanvill. Studies in the early history of the common law, London, 1959.
- Encyclopedie van de Geschiedenis der Middeleeuwen. Inleiding tot de geschreven bronnen van de geschiedenis der Westerse Middeleeuwen (mit Franz Ganshof).
  - Deutsche Ausgabe: Kurze Quellenkunde des Westeuropäischen Mittelalters, Göttingen, 1964.
  - Englische Ausgabe: Guide to the Sources of Medieval History, Amsterdam, New York, Oxford, 1978.
- Les Iles Britanniques. In: J. Gilissen: Introduction bibliographique à l’histoire du droit et à l’ethnologie juridique, Bruxelles, 1963.
- Monarchie Franque. In: J. Gilissen: Introduction bibliographique à l’histoire du droit et à l’ethnologie juridique, Brüssel, 1964 (mit Franz Ganshof).
- De plaats van de westerse middeleeuwen in de universele geschiedenis, Brügge, 1964.
- Les arrêts et jugés du Parlement de Paris sur appels flamands, I: Textes (1320–1453), Brüssel, 1966.
- Le Droit Romain en Belgique, Mailand, 1966.
- Les Institutions féodo-vassaliques. In: J. Gilissen, Introduction bibliographique à l’histoire du droit et à l’ethnologie juridique, Brüssel, 1972 (mit Franz Ganshof).
- History of European Civil Procedure, Tübingen, Den Haag, Paris, New York, 1973.
- The Birth of the English Common Law, Cambridge, 1973, 1988 (auch ins Chinesische und Spanische übersetzt).
- Les arrêts et jugés du Parlement de Paris sur appels flamands conservés dans les registres du Parlement, II: Textes (1454–1521), Brüssel, 1977.
- Over koningen en bureaucraten. Oorsprong en Ontwikkeling van de Hedendaagse Staatsinstellingen, Amsterdam, Brüssel, 1977.
- Galbert van Brugge en het Recht, Brüssel, 1978.
- Galbert van Brugge. De Moord op Karel de Goede. Dagboek van de gebeurtenissen in de jaren 1127–1128. Historische introductie, Antwerpen, 1978, Leuven, 1999 (französisch: Galbert de Bruges. Le meurtre de Charles le Bon, Antwerpen, 1978).
- Geschiedkundige Inleiding tot het Privaatrecht, Gent, 1981, Nachdruck 1985, überarbeitete Ausgabe: Brüssel, 1989, Antwerpen, 1996.
- Geschiedenis van Engeland. Van Stonehenge tot het tijdperk der vakbonden, 's-Gravenhage, Antwerpen, 1982, Nachdruck 1985, 1997.
- Het Common Law Herbezocht. Voordracht aan de Rijksuniversiteit Leiden op 23 maart 1983, Leiden, 1983.
- Judges, Legislators and Professors. Chapters in European Legal History, Cambridge University Press, 1987 (auch in Italienische, Portugiesische (Sao Paulo 2010), Mazedonische und Japanische übersetzt).
- Introduction historique au droit privé (übersetzt von A. Wijffels), Brüssel, 1988.
- Geschiedkundige Inleiding tot het Recht. II: Publiekrecht, Brüssel, E. Story-Scientia, 1988.
- Max Weber. Historicus en socioloog, Amsterdam, 1988.
- Legal History. A European Perspective, London, Rio Grande, 1991.
- English Lawsuits from William I to Richard I, I: William to Stephen, II: Henry II and Richard I, 2 vols., London, 1990–1991.
- An historical introduction to private law, transl. by D.E.L. Johnston, Cambridge, 1992.
- Law, History, the Low Countries and Europe, Herausgeber L. Milis, D. Lambrecht, Hilde De Ridder-Symoens und M. Vleeschouwers-Van Melkebeek, London, Rio Grande, 1993 (Sammlung von Aufsätzen).
- An Historical Introduction to Western Constitutional Law, Cambridge U.P., 1995 (auch ins Italienische übersetzt).
- Introduzione storica al diritto privato, Il Mulino, Bologna, 1995.
- Uma introduçao histórica ao direito privado, Sao Paulo, 1995.
- Introduction aux sources de l’histoire médiévale (mit F.L. Ganshof), Neuausgabe herausgegeben von L. Jocqué, übersetzt von B. Van den Abeele, Turnhout, 1997.
  - Gekürzte Ausgabe: Manuel des études médiévales. Typologie des sources – Historique, Turnhout, 1997.
- Geschiedenis van Engeland, Leuven, 1997, 2003.
- European law in the past and the future. Unity and diversity over two millennia, Cambridge University Press, 2002 (auch ins Spanische und Italienische übersetzt).
- Les Arrêts et jugés du Parlement de Paris sur appels flamands. III: Introduction historique par S. Dauchy, Indexation par H. De Ridder en D. Lambrecht, Brussel, 2002.
- 1302. Feiten en Mythen van de Guldensporenslag, Antwerpen, Mercatorfonds, 2002.
- Historic considerations on judicial review and federalism in the United States of America, with special reference to England and the Dutch Republic, Brüssel, 2003.
- Il diritto costituzionale occidentale. Un’ introduzione storica, Rom, 2010.

### Artikel
- Note sur la date de la première charte de Philippe d’Alsace pour la ville d’Arras. In: Revue belge de philologie et d’histoire, 29 (1951), S. 481–486.
- Een onuitgegeven Brugse keure uit 1229. In: Bulletin van de Kon. Commissie voor de oude wetten en ordonnanties, 17 (1952), S. 1–13.
- Nota over de terechtstelling van Willem de Deken te Parijs in 1328. In: Handelingen van het Genootschap voor geschiedenis te Brugge, 90 (1953), S. 140–142.
- Problemen van historische interpretatie. In: Bijdragen voor de Geschiedenis der Nederlanden, 1953, S. 259–264.
- De rationalisatie van het procesrecht in het crimineel proces in Vlaanderen in de XIIe eeuw. In: Handelingen van het XXe Vlaams Filologencongres, 1953, S. 47–53.
- De appèls van de Vlaamse rechtbanken naar het Parlement van Parijs. In: Handelingen van het XXVIe Congres van de Federatie der Kringen voor Geschiedenis, Gent, 1956, S. 191–192.
- Note sur le premier traité anglo-flamand de Douvres. In: Mélanges R. Monier, Paris, Lille, 1958, S. 245–257.
- Les appels flamands au Parlement de Paris au moyen âge. In: Etudes d’histoire du droit privé offertes à P. Pétot, Paris, 1959, S. 61–68.
- Ouvrages de droit romain dans les catalogues des anciens Pays-Bas méridionaux (XIIIe-XVIe siècles). In: Revue d’Histoire du Droit, 28 (1960), S. 297–347, 403–437.
- La Paix publique dans les Iles britanniques du XIe au XVIIe siècle. In: Recueils de la société Jean Bodin, XV, La Paix, 2, Bruxelles, 1961, S. 5–26.
- Méthodes et problèmes actuels de la recherche historique, particulièrement dans le domaine de l’histoire du moyen âge. In: Revue de l’Institution de Sociologie, 4 (1963), S. 769–800.
- La preuve dans l’ancien droit belge des origines à la fin du XVIIIe siècle. In: Recueils de la société Jean Bodin, XVII, La Preuve, Bruxelles, 1965, S. 375–430.
- La preuve dans le droit du moyen âge occidental, rapport de synthèse. In: Recueils de la société Jean Bodin, XVII, La Preuve, Bruxelles, 1965, S. 691–753.
- Psychologische geschiedenis. In: Tijdschrift voor Geschiedenis, 78 (1965), S. 129–150.
- The law of evidence in the twelfth century. In: Proceedings of the second international Congress of medieval canon law, Vatican, 1965, S. 297–310.
- Cartografie en institutionele geschiedenis. In: Tijdschrift voor Rechtsgeschiedenis, 33 (1965), S. 525–537.
- L’histoire du droit et la chronologie. Réflexions sur la formation du „Common Law“ et la procédure romano-canonique. In: Etudes G. Le Bras, II, Paris, 1965, S. 1459–1465.
- Boekenrecht en gewoonterecht. Het Romeinse Recht in de Zuidelijke Nederlanden op het einde der middeleeuwen. In: Bijdragen en mededelingen van het historisch genootschap, 80 (1966), S. 12–37.
- Coutumes et législation en Flandre aux XIe et XIIe siècles. In: Les libertés urbaines et rurales du XIe au XIVe siècle, Bruxelles, 1968, S. 245–279.
- De Moderne Geschiedschrijving. Een Wetenschap zonder Experiment. In: Studia Philosophica Gandensia, 7 (1969), S. 91–102.
- Het Parlementarisme. Een Europese Afwijking? In: Forum der Letteren, 13 (1971), S. 191–209.
- Considérations sur l’ordonnance comtale flamande connue sous le nom d'„Ordonnance sur les baillis“. In: Actes du Congrès International de la Société italienne de l’histoire du Droit, Florence, 1971, S. 133–152.
- Geschiedenis en Experiment. In: Economische Geschiedenis van België, Brussel, 1973, S. 119–137.
- The Sources of Flemish History in the Liber Floridus. In: Liber Floridus Colloquium, Ghent, 1973, S. 71–85.
- De feodaliteit in Engeland van Willem de Veroveraar tot Magna Carta. In: Bijdragen en Mededelingen betreffende de Geschiedenis der Nederlanden, 89 (1974), S. 212–224.
- Public Prosecution of Crime in Twelfth-Century England. In: C.N.L. Brooke u. a. (eds.): Church and Government in the Middle Ages, Cambridge, 1976, S. 41–76.
- De Pacificatie van Gent (1576–1976). In: J. Decavele (Hrsg.): Eenheid en Scheiding in de Nederlanden, 1555–1585, Gent, 1976, S. 13–17.
- Kritische uitgave van de „Grote Keure“ van Filips van de Elzas, graaf van Vlaanderen, voor Gent en  Brugge (1165–1177). In: Handelingen van de Koninklijke Commissie voor Geschiedenis 143, 1977, S. 207–257 (mit L. Milis).
- La tradition juridique en tant que limite aux réformes du droit. In: Rapports belges au Xe Congrès international de droit comparé. Budapest 23-28 août 1978, Brussel, 1978.
- Das Recht im Mittelalter. In: W. Fikentscher, H. Franke und O. Köhler (Hrsg.): Entstehung und Wandel rechtlicher Traditionen, Freiburg, München, 1980 (= Veröffentlichungen des Instituts für Historische Anthropologie, 2), S. 609–667.
- Law in the Medieval World. In: Tijdschrift voor Rechtsgeschiedenis, 49, 1981, S. 13–46.
- Recht en politiek. De „Precepta“ van graaf Filips van de Elzas voor de stad Gent uit het jaar 1178. In: Recht en Instellingen in de Oude Nederlanden tijdens de Middeleeuwen en de Nieuwe Tijd. Liber amicorum Jan Buntinx, Leuven, 1981.
- De keure van Sint-Omaars van 1127. In: Tijdschrift voor Rechtsgeschiedenis, 50, 1982, S. 253–262.
- Reflexions on the Place of the Low Countries in European Legal History. In: Festschrift für Helmut Coing, I, München, 1982, S. 3–17.
- Beschouwingen bij de Geschiedenis van Engeland. In: Mededelingen van de Koninklijke Academie voor Wetenschappen, Letteren en Schone Kunsten van België, 1982, S. 53–71.
- Oud recht, goed recht? In: Hulde aan René Dekkers, Brussel, 1982, S. 153–165.
- Criminal law in England and Flanders under King Henry II and Count Philip of Alsace. In: Diritto e Potere nella Storia Europea. Atti in onore di Bruno Paradisi. Quarto Congresso Internazionale della Società Italiana di Storia del Diritto, I, Florence, 1982, S. 232–254.
- Het charter van graaf Gwijde van Dampierre over de Gentse rechtspraak (10 juli 1294). In: Hand. Kon. Com. v. Geschiedenis, 150, 1984, S. 415–436.
- Willem de Zwijger en de opstand der Nederlanden. Een proeve van plaatsbepaling. In: Herdenking Willem van Oranje 1584–1984, Brussel Paleis der Academiën 12 oktober 1984, Brussel, 1985, S. 43–54.
- De mediëvistiek in de 20ste eeuw. In: H.B. Teunis en L. Van Tongerloo (eds.): Middeleeuwen tussen Erasmus en Heden. Bundel aangeboden aan Prof. Dr. F.W.N. Hugenholtz, Amsterdam, 1986, S. 107–120.
- Government, law and society. In: J.H. Burns (Hrsg.): The Cambridge History of Medieval Political Thought c. 350–c. 1450, Cambridge, 1988, S. 174–210 – In het Frans: Gouvernement, droit et société. In: J.H. Burns (Hrsg.): Histoire de la pensée politique médiévale 350–1450, Paris, 1993, S. 167–201.
- De Gentse justitiekeure van 1294. Een commentaar. In: Liber Amicorum Achiel De Vos, Evergem, 1989, S. 189–195.
- Galbert of Bruges on Serfdom, Prosecution of Crime, and Constitutionalism. In: B.S. Bachrach and D. Nicholas (eds.): Law, Custom, and the Social Fabric in Medieval Europe. Essays in Honor of Bryce Lyon, Kalamazoo, Michigan, 1990.
- Reflexions on Rational and Irrational Modes of Proof in Medieval Europe. In: The Legal History Review, 58, 1990, S. 263–279.
- Orderic Vitalis and the Criminal law. In: F. Stevens en D. Van Den Auweele (eds.): Xenia Iuris Historiae G. van Dievoet oblata, Leuven, 1990, S. 561–572.
- De Rechtsstaat. Een Europese verworvenheid. In: M. Storme (Hrsg.): Recht en Macht. Colloquium Kon. Acad. Wetenschappen, Brussel, 16 dec. 1988, Brussel, 1990, S. 269–277.
- De Vrede van Gent van 1814. In: Handelingen Maatschappij voor Geschiedenis en Oudheidkunde te Gent, N.R. 44, 1990, S. 7–12.
- Historical and modern confrontations between continental and English law. In: B. De Witte and C. Forder (eds.): The common law of Europe and the future of legal education, Deventer, 1992, S. 621–638.
- Democratie en rechtsstaat in het twaalfde-eeuwse graafschap Vlaanderen. In: Tijdschrift voor Rechtsgeschiedenis, 61, 1993, S. 205–215.
- Lawyers and Holy Books. In: Index Quaderni camerti di studi romanistici. International Survey of Roman Law, 22, 1994, S. 419–431 (= Omaggio a Peter Stein).
- Misdaad en Straf bij Galbert van Brugge. In: Liber Amicorum Jules D’Haenens, Gent, 1993, S. 321–331.
- Historical reflections on European syncretism. In: Sartoniana, vol. 7, 1994, S. 245–260 (= Studia Europae, I), Centrum voor Europese Cultuur, Brussel, 1995, S. 97–107.
- Law and Power in Twelfth-Century Flanders. In: Thomas N. Bisson (Hrsg.): Cultures of Power. Lordship, Status, and Process in Twelfth-Century Europe, Philadelphia, Univ. of Pennsylvania Press, 1995, S. 149–171.
- Overwegingen van een historicus van het grondwettelijk recht. In: Bakens in de Storm. Opstellen over samenwerking en toekomst aangeboden aan Prof. Marcel Storme ter gelegenheid van zijn emeritaat, Tielt, 1995, S. 9–26.
- Aantekeningen bij het middeleeuwse gewoonterecht. In: Tijdschrift voor Rechtsgeschiedenis, 64, 1996, S. 97–111.
- De landsheerlijke tijd (900-1400). In: De Gouden Delta der Lage Landen. Twintig eeuwen beschaving tussen Seine en Rijn, Antwerpen, 1996, bl. 41-80.
- Zin en onzin van het historische discours. In: Tussen herinnering en hoop. Geschiedenis en samenleving, Leuven, 1998, S. 13–30.
- Beschouwingen over nationale identiteit en censuur. In: J. Tollebeek, G. Verbeeck en T. Verschaffel (eds.): De lectuur van het verleden. Opstellen aangeboden aan Reginald De Schrijver, Leuven, 1998, S. 451–457.
- Le rôle de la conscience du juge dans l’histoire du droit anglais. In: J.-M. Carbasse et L. Depambour-Tarride (éds.): La conscience du juge dans la tradition juridique européenne, Paris, 1999, S. 263–276.
- Mediaeval Flanders and the Seeds of Modern Democracy. In: J. Pinder (Hrsg.): Foundations of Democracy in the European Union, London, 1999, S. 4–17.
- The modernity of medieval law, Erasmus Lecture. In: European Review, 8, 2000, S. 37–53.
- L’Etat de droit dans la Flandre médiévale. In: B. Durand and L. Mayali (eds.): Excerptiones iuris. Studies in Honor of André Gouron, Berkeley, 2000, bl. 759–772.
- Democratie in oud-Vlaamse rechtsbronnen. In: Handelingen [van de] Koninklijke Commissie voor de uitgave der Oude Wetten en Verordeningen van België, XLIII, 2002, S. 143–157.
- Judge and lawgiver in Anglo-American history. In: European Review, 11, 2003, S. 325–339.
- Misdaad en straf in de Middeleeuwen. In: Millennium. Tijdschrift voor middeleeuwse studies, 17, 2003, S. 101–120.
- Recht en alternatieve geschiedenis. In: J. Ockeley u. a. (eds.): Recht in geschiedenis. Een bundel bijdragen over rechtsgeschiedenis van de Middeleeuwen tot de hedendaagse tijd. Aangeboden aan Prof. Dr. F. Vanhemelrijck, Leuven, 2005, S. 339–351.
- The unification of European law: a pipedream? In: European Review, 14, 2006, S. 33–48.
- Considérations historiques sur l’Unification du droit européen. In: Actes des Journées Internationales de Toulouse de la Société d’Histoire du Droit, Juni 2005, Toulouse, 2006, S. 485–498.
- De evolutie van het constitutionele recht in de twintigste eeuw. In: Iuris Scripta Historica, XIX, Brussel, KVABWK, 2006, S. 19–26.
- Rechtsgeschiedenis en toeval. In: Tijdschrift voor Rechtsgeschiedenis, 75, 2007, S. 179–188.
- Historical considerations on the role of judges in Europe and America. In: National Law and Europeanisation, Helsinki, Finnish Academy for Sciences and Humanities, 2009, S. 1–14.
- “Oráculos da Lei” ou “Bouche de la Loi”. Considerações Historicas sobre o papel do Juiz na Tradição Occidental. In: Seminário Internacional 23–24 Novembro de 2007, Lisbon, 2009, S. 35–52.
- Legal historians I have known. A personal memoir. In: Rechtsgeschichte. Zeitschrift des Max-Planck-Instituts für europäische Rechtsgeschichte, 17, 2010, S. 253–299.
- Sound ideas and absurd consequences. Reflexions of a legal historian. In: European Review. Cambridge 2011, blz. 93–104.
- Galbert of Bruges and 'Law is politics'. In: Inter Amicos. Liber amicorum Monique Van Melkebeek. Koninklijke Academie van België voor kunsten en wetenschappen, Brussel 2011.
- Ordericus Vitalis (1075–1142?) en het graafschap Vlaanderen. In: Handelingen van het Genootschazp voor Geschiedenis. Brugge 2013.